# Miss España en Certámenes de Belleza Internacionales
Antiguamente, la empresa privada Miss & Mister España era la encargada de seleccionar a los representantes de España en los certámenes de belleza más prestigiosos internacionalmente, siendo ahora la potestad de enviar candidata/o de numerosas empresas para sus respectivos certámenes.

## Miss Universo
Es el certamen de belleza más exclusivo. España cuenta con una única y controvertida victoria en este certamen. Tuvo lugar en 1974, de la mano de la malagueña Amparo Muñoz, quien renunciase al título por problemas personales, sin ser reemplazada en el cargo en lo que restaba de reinado.
| Año  | Miss España                      | Posición / Premios                         | Sede                                 |
| ---- | -------------------------------- | ------------------------------------------ | ------------------------------------ |
| 2022 | Alicia Lisette Faubel de Correa  |                                            | Estados Unidos - Nueva Orleans       |
| 2021 | Sarah Loinaz Marjani             | -                                          | Israel - Eilat                       |
| 2020 | Andrea Martínez Fernández        | -                                          | Estados Unidos - Hollywood           |
| 2019 | Natalie Ortega Tafjord           | -                                          | Estados Unidos - Atlanta             |
| 2018 | Ángela María Ponce Camacho       | -                                          | Tailandia - Bangkok                  |
| 2017 | Sofía del Prado Prieto           | TOP 10                                     | Estados Unidos - Las Vegas           |
| 2016 | Noelia Freire Benito             | -                                          | Filipinas - Manila                   |
| 2015 | Carla García Barber              | -                                          | Estados Unidos - Las Vegas           |
| 2014 | Desiré Cordero Ferrer            | TOP 10                                     | Estados Unidos - Doral               |
| 2013 | Patricia Yurena Rodríguez Alonso | 1.ª Dama de Honor                          | Rusia - Moscú                        |
| 2012 | Andrea Huisgen Serrano           | -                                          | Estados Unidos - Las Vegas           |
| 2011 | Paula Guilló Sempere             | -                                          | Brasil - São Paulo                   |
| 2010 | Adriana Reverón Moreno           | -                                          | Estados Unidos - Las Vegas           |
| 2009 | Estíbaliz Pereira Rábade         | -                                          | Bahamas - Nasáu                      |
| 2008 | Claudia Moro Fernández           | TOP 10                                     | Vietnam - Nha Trang                  |
| 2007 | Natalia Zabala Arroyo            | -                                          | México - Ciudad de México            |
| 2006 | Elisabeth Reyes Villegas         | -                                          | Estados Unidos - Los Ángeles         |
| 2005 | Verónica Hidalgo Hernández       | -                                          | Tailandia - Bangkok                  |
| 2004 | María Jesús Ruiz Garzón          | -                                          | Ecuador - Quito                      |
| 2003 | Eva María González Fernández     | -                                          | Panamá - Panamá                      |
| 2002 | Vania Millán Miras               | -                                          | Puerto Rico - San Juan               |
| 2001 | Eva Sisó Casals                  | TOP 10                                     | Puerto Rico - Bayamón                |
| 2000 | Helen Lindes Griffiths           | 2.ª Dama de Honor / Miss Fotogenia         | Chipre - Nicosia                     |
| 1999 | Diana Nogueira González          | 2.ª Dama de Honor / Mejor en Traje de Baño | Trinidad y Tobago - Chaguaramas      |
| 1998 | María José Besora Villanueva     | -                                          | Estados Unidos - Honolulu            |
| 1997 | Inés Sainz Esteban               | -                                          | Estados Unidos - Miami Beach         |
| 1996 | María José Suárez Benítez        | -                                          | Estados Unidos - Las Vegas           |
| 1995 | María Reyes Vázquez              | -                                          | Namibia - Windhoek                   |
| 1994 | Raquel Rodríguez Hidalgo         | -                                          | Filipinas - Manila                   |
| 1993 | Eugenia Santana Alba             | TOP 10 / Miss Fotogenia                    | México - Ciudad de México            |
| 1992 | Virginia García Álvarez          | -                                          | Tailandia - Bangkok                  |
| 1991 | Esther Julia Arroyo Bermúdez     | -                                          | Estados Unidos - Las Vegas           |
| 1990 | Raquel Revuelta Armengou         | -                                          | Estados Unidos - Los Ángeles         |
| 1989 | Eva María Pedraza López          | -                                          | México - Cancún                      |
| 1988 | Sonsoles Artigas Mederos         | -                                          | Taiwán - Taipéi                      |
| 1987 | Remedios Cervantes Montoya       | -                                          | Singapur - Singapur                  |
| 1986 | Concepción Isabel Tur Espinosa   | -                                          | Panamá - Panamá                      |
| 1985 | Teresa Sánchez López             | 1.ª Dama de Honor                          | Estados Unidos - Miami               |
| 1984 | Garbiñe Abásolo García           | Miss Fotogenia                             | Estados Unidos - Miami               |
| 1983 | Ana Isabel Herrero García        | TOP 12                                     | Estados Unidos - San Luis            |
| 1982 | Cristina Pérez Cottrell          | -                                          | Perú - Lima                          |
| 1981 | Francisca Ondiviela Otero        | -                                          | Estados Unidos - Nueva York          |
| 1980 | Yolanda Hoyos Vega               | -                                          | Corea del Sur - Seúl                 |
| 1979 | Gloria María Valenciano Rijo     | -                                          | Australia - Perth                    |
| 1978 | Guillermina Ruiz Doménech        | 2.ª Dama de Honor                          | México - Acapulco                    |
| 1977 | Luz María Polegre Hernández      | TOP 12                                     | República Dominicana - Santo Domingo |
| 1976 | Olga Fernández Pérez             | -                                          | Hong Kong - Hong Kong                |
| 1975 | Chelo Martín López               | -                                          | El Salvador - San Salvador           |
| 1974 | Amparo Muñoz Quesada             | Miss Universo                              | Filipinas - Manila                   |
| 1973 | María del Rocío Martín Madrigal  | TOP 5 / Mejor Traje Típico                 | Grecia - Atenas                      |
| 1972 | María del Carmen Muñoz Castañón  | -                                          | Puerto Rico - Dorado                 |
| 1971 | Josefina Román Gutiérrez         | TOP 12                                     | Estados Unidos - Miami Beach         |
| 1970 | Noelia Afonso Cabrera            | -                                          | Estados Unidos - Miami Beach         |
| 1969 | María Amparo Rodrigo Lorenzo     | -                                          | Estados Unidos - Miami Beach         |
| 1968 | Yolanda Legarreta Urquijo        | -                                          | Estados Unidos - Miami Beach         |
| 1967 | Paquita Delgado Sánchez          | TOP 15                                     | Estados Unidos - Miami Beach         |
| 1966 | Paquita Torres Pérez             | TOP 15 / Miss Simpatía                     | Estados Unidos - Miami Beach         |
| 1965 | Alicia Borrás                    | -                                          | Estados Unidos - Miami Beach         |
| 1964 | María José Ulla Madroño          | -                                          | Estados Unidos - Miami Beach         |
| 1963 | María Rosa Pérez Gómez           | -                                          | Estados Unidos - Miami Beach         |
| 1962 | Conchita Roig Urpi               | -                                          | Estados Unidos - Miami Beach         |
| 1961 | Pilar Gil Ramos                  | -                                          | Estados Unidos - Miami Beach         |
| 1960 | María Teresa del Río             | TOP 5                                      | Estados Unidos - Miami Beach         |

| Participaciones | Victorias | 1.ª Damas | 2.ª Damas | Finalistas | Total Clasificaciones |
| --------------- | --------- | --------- | --------- | ---------- | --------------------- |
| 62              | 1         | 2         | 3         | 12         | 18                    |

## Míster Internacional
Certamen con base en Asia, con una breve pero intensa trayectoria en el tiempo. Su ganador es oficialmente el hombre más guapo del ámbito internacional.
| Año  | Mister España              | Posición / Premios               | Sede                          |
| ---- | -------------------------- | -------------------------------- | ----------------------------- |
| 2023 | Borxa Ramo Ruiz            |                                  |                               |
| 2022 | Juan Pablo Colías González | 5.º Finalista / Mejor Cuerpo     | Filipinas - Ciudad Quezón     |
| 2021 | ×                          | ×                                | ×                             |
| 2020 | ×                          | ×                                | ×                             |
| 2019 | ×                          | ×                                | ×                             |
| 2018 | Jesús Collado Sanz         | TOP 15                           | Filipinas - Manila            |
| 2017 | Rubén Castillero Juanes    | TOP 16                           | Birmania - Rangún             |
| 2016 | Daniel Torres Moreno       | TOP 9                            | Tailandia - Bangkok           |
| 2015 | Daniel Barreres del Mundo  | TOP 15 / Míster Elección Popular | Filipinas - Manila            |
| 2014 | ×                          | ×                                | ×                             |
| 2013 | Adrián Gallardo Alcoholado | -                                | Indonesia - Yakarta           |
| 2012 | Mikel Arce Hualde          | -                                | Tailandia - Bangkok           |
| 2011 | Gervasio Mogio Palau       | -                                | Tailandia - Bangkok           |
| 2010 | Luis Alberto Maicas Pérez  | 2.º Finalista                    | Indonesia - Yakarta           |
| 2009 | Héctor Soria Martínez      | 1.er Finalista                   | República de China - Taichung |

| Participaciones | Victorias | 1.º Finalistas | 2.º Finalistas | Finalistas | Total Clasificaciones |
| --------------- | --------- | -------------- | -------------- | ---------- | --------------------- |
| 9               | 0         | 1              | 1              | 4          | 6                     |

## Miss Mundo
El certamen de belleza más importante en caridad y obras sociales, longevo y concurrido de cuantos existen. Hasta la fecha solo una española ha conseguido la corona como la más bella del mundo, la barcelonesa Mireia Lalaguna.
| Año  | Miss España                                 | Posición / Premios     | Sede                              |
| ---- | ------------------------------------------- | ---------------------- | --------------------------------- |
| 2022 | Paula Pérez Sánchez                         |                        |                                   |
| 2021 | Ana García Segundo                          | -                      | Puerto Rico - San Juan            |
| 2020 | ×                                           | ×                      | ×                                 |
| 2019 | María del Mar Aguilera Zuheros              | TOP 40                 | Reino Unido - Londres             |
| 2018 | Amaia Izar Leache                           | -                      | China - Sanya                     |
| 2017 | María Elisa Tulián Marín                    | -                      | China - Sanya                     |
| 2016 | Raquel Tejedor Meléndez                     | -                      | Estados Unidos - Washington D. C. |
| 2015 | Mireia Lalaguna Royo                        | Miss Mundo / Top Model | China - Sanya                     |
| 2014 | Lourdes Rodríguez de Guzmán Ruiz de Pascual | -                      | Reino Unido - Londres             |
| 2013 | Elena Ibarbia Jiménez                       | TOP 6                  | Indonesia - Bali                  |
| 2012 | Aránzazu Estévez Godoy                      | TOP 15                 | China - Ordos                     |
| 2011 | Carla García Barber                         | TOP 15                 | Reino Unido - Londres             |
| 2010 | Fátima Jiménez Triguero                     | -                      | China - Sanya                     |
| 2009 | Carmen Laura García Fernández               | -                      | Sudáfrica - Johannesburgo         |
| 2008 | Patricia Yurena Rodríguez Alonso            | TOP 15                 | Sudáfrica - Johannesburgo         |
| 2007 | Natalia Zabala Arroyo                       | -                      | China - Sanya                     |
| 2006 | Inmaculada Torres del Rey                   | -                      | Polonia - Varsovia                |
| 2005 | Mireia Verdú Tremosa                        | TOP 15                 | China - Sanya                     |
| 2004 | Maite Medina Cerrato                        | -                      | China - Sanya                     |
| 2003 | María Teresa Martín Bueno                   | -                      | China - Sanya                     |
| 2002 | Lola Alcocer Vázquez                        | -                      | Reino Unido - Londres             |
| 2001 | Macarena García Naranjo                     | TOP 10                 | Sudáfrica - Sun City              |
| 2000 | Verónica García                             | -                      | Reino Unido - Londres             |
| 1999 | Lorena Bernal Pascual                       | TOP 10                 | Reino Unido - Londres             |
| 1998 | Rocío Jiménez Fernandéz                     | -                      | Seychelles - Mahé                 |
| 1997 | Nuria Avellaneda Gallego                    | -                      | Seychelles - Mahé                 |
| 1996 | Patricia Ruiz Fernández                     | -                      | India - Bangalore                 |
| 1995 | Candelaria Rodríguez Pacheco                | -                      | Sudáfrica - Sun City              |
| 1994 | Virginia Pareja Garófano                    | -                      | Sudáfrica - Sun City              |
| 1993 | Araceli García Eugenio                      | -                      | Sudáfrica - Sun City              |
| 1992 | Samantha Torres Waldrón                     | -                      | Sudáfrica - Sun City              |
| 1991 | Candelaria Moreno Navarro                   | -                      | Estados Unidos - Atlanta          |
| 1990 | María del Carmen Carrasco García            | -                      | Reino Unido - Londres             |
| 1989 | Eva María Pedraza López                     | -                      | Hong Kong - Hong Kong             |
| 1988 | Susana de la Llave Varón                    | TOP 5                  | Reino Unido - Londres             |
| 1987 | Sonsoles Artigas Medero                     | -                      | Reino Unido - Londres             |
| 1986 | Remedios Cervantes Montoya                  | -                      | Reino Unido - Londres             |
| 1985 | María Amparo Martínez Cerdán                | -                      | Reino Unido - Londres             |
| 1984 | Juncal Rivero Fadrique Castilla             | -                      | Reino Unido - Londres             |
| 1983 | Milagros Pérez Castro                       | -                      | Reino Unido - Londres             |
| 1982 | Ana Isabel Herrero García                   | -                      | Reino Unido - Londres             |
| 1981 | Cristina Pérez Cottrell                     | -                      | Reino Unido - Londres             |
| 1980 | Francisca Ondiviela Otero                   | -                      | Reino Unido - Londres             |
| 1979 | Lola Forner Toro                            | TOP 15                 | Reino Unido - Londres             |
| 1978 | Gloria María Valenciano Rijo                | TOP 5                  | Reino Unido - Londres             |
| 1977 | Guillermina Ruiz Doménech                   | TOP 15                 | Reino Unido - Londres             |
| 1976 | Luz María Polegre Hernández                 | TOP 15                 | Reino Unido - Londres             |
| 1975 | ×                                           | ×                      | ×                                 |
| 1974 | Natividad Rodríguez Fuentes                 | TOP 15                 | Reino Unido - Londres             |
| 1973 | Mariona Rossell                             | -                      | Reino Unido - Londres             |
| 1972 | María del Carmen Muñoz Castañón             | -                      | Reino Unido - Londres             |
| 1971 | María García García                         | TOP 15                 | Reino Unido - Londres             |
| 1970 | Josefina Román Gutiérrez                    | -                      | Reino Unido - Londres             |
| 1969 | ×                                           | ×                      | ×                                 |
| 1968 | ×                                           | ×                      | ×                                 |
| 1967 | ×                                           | ×                      | ×                                 |
| 1966 | ×                                           | ×                      | ×                                 |
| 1965 | ×                                           | ×                      | ×                                 |
| 1964 | María José Ulloa Madronero                  | TOP 16                 | Reino Unido - Londres             |
| 1963 | Encarnación Zalabardo                       | -                      | Reino Unido - Londres             |
| 1962 | Conchita Roig Urpi                          | -                      | Reino Unido - Londres             |
| 1961 | María del Carmen Cervera Fernández          | 2.ª Dama de Honor      | Reino Unido - Londres             |
| 1960 | Concepción Molinera Palacios                | -                      | Reino Unido - Londres             |

| Participaciones | Victorias | 1.ª Damas | 2.ª Damas | Finalistas | Total Clasificaciones |
| --------------- | --------- | --------- | --------- | ---------- | --------------------- |
| 55              | 1         | -         | 1         | 16         | 18                    |

## Míster Mundo
Es el certamen de belleza masculina más importante. Promueve valores sociales y de integridad en cooperación a su certamen hermano Miss Mundo. España tiene una reciente victoria en este certamen de la mano del malagueño Juan García, Míster Mundo 2007.
| Año  | Mister España               | Posición / Premios | Sede                     |
| ---- | --------------------------- | ------------------ | ------------------------ |
| 2021 | ×                           | ×                  | ×                        |
| 2020 | ×                           | ×                  | ×                        |
| 2019 | Daniel Torres Moreno        | -                  | Filipinas - Manila       |
| 2018 | ×                           | ×                  | ×                        |
| 2017 | ×                           | ×                  | ×                        |
| 2016 | Ángel Martínez Elul         | -                  | Reino Unido - Southport  |
| 2015 | ×                           | ×                  | ×                        |
| 2014 | Nacho Ros Pérez             | -                  | Reino Unido - Torquay    |
| 2013 | ×                           | ×                  | ×                        |
| 2012 | Álvaro Villanueva Santos    | -                  | Reino Unido - Kent       |
| 2011 | ×                           | ×                  | ×                        |
| 2010 | Guillermo García Becerril   | -                  | Corea del Sur - Incheon  |
| 2009 | ×                           | ×                  | ×                        |
| 2008 | ×                           | ×                  | ×                        |
| 2007 | Juan García Postigo         | Míster Mundo       | China - Sanya            |
| 2006 | ×                           | ×                  | ×                        |
| 2005 | ×                           | ×                  | ×                        |
| 2004 | ×                           | ×                  | ×                        |
| 2003 | Isaac Vidjrakou Burgos      | -                  | Reino Unido - Londres    |
| 2002 | ×                           | ×                  | ×                        |
| 2001 | ×                           | ×                  | ×                        |
| 2000 | Manuel Roldán García        | -                  | Reino Unido - Perthshire |
| 1999 | ×                           | ×                  | ×                        |
| 1998 | Enrique Miranda García      | TOP 6              | Portugal - Grândola      |
| 1997 | ×                           | ×                  | ×                        |
| 1996 | José Ramón Gutiérrez Villar | -                  | Turquía - Estambul       |

| Participaciones | Victorias | 1.º Finalistas | 2.º Finalistas | Finalistas | Total Clasificaciones |
| --------------- | --------- | -------------- | -------------- | ---------- | --------------------- |
| 10              | 1         | -              | -              | 1          | 2                     |

## Miss Internacional
Certamen de prestigio en Asia, con una gran trayectoria en el tiempo y considerado el tercero más importante del mundo. Es el certamen que mejor se le ha dado a las representantes españolas con diferencia, contando con 3 coronas, las de: Pilar Medina Canadell, Silvia de Esteban Niubó y Alejandra Andreu Santamarta; esta última coronada en 2008.
| Año  | Miss España                        | Posición / Premios                      | Sede                        |
| ---- | ---------------------------------- | --------------------------------------- | --------------------------- |
| 2022 | Ángela Ropero Pérez                |                                         | Japón - Tokio               |
| 2021 | ×                                  | ×                                       | ×                           |
| 2020 | ×                                  | ×                                       | ×                           |
| 2019 | Claudia Cruz García González       | -                                       | Japón - Tokio               |
| 2018 | Susana Sánchez Hernández           | TOP 8                                   | Japón - Tokio               |
| 2017 | Elizabeth Victoria Ledesma Laker   | -                                       | Japón - Tokio               |
| 2016 | Anabel Delgado Torres              | -                                       | Japón - Tokio               |
| 2015 | Cristina Silva Cano                | -                                       | Japón - Tokio               |
| 2014 | Rocío Tormo Esquinas               | -                                       | Japón - Tokio               |
| 2013 | Araceli Carrilero Martínez         | TOP 15                                  | Japón - Tokio               |
| 2012 | Ana Amparo Crespo                  | -                                       | Japón - Okinawa             |
| 2011 | Sarah López Bujía                  | -                                       | China - Chengdu             |
| 2010 | Desireé Panal Muñoz                | TOP 15                                  | China - Chengdu             |
| 2009 | Melanie Santiago Durán             | TOP 15                                  | China - Chengdu             |
| 2008 | Alejandra Andreu Santamarta        | Miss Internacional / Miss Fotogenia     | Macao - Macao               |
| 2007 | Nerea Arce                         | TOP 15                                  | Japón - Tokio               |
| 2006 | Sara Sánchez Torres                | TOP 12 / Mejor Estilo en Conjunto       | China - Pekín               |
| 2005 | María del Pilar Domínguez          | -                                       | Japón - Tokio               |
| 2004 | Cristina Torres Domínguez          | TOP 15                                  | China - Pekín               |
| 2003 | María Carrillo Reyes               | -                                       | Japón - Tokio               |
| 2002 | Laura Espinosa                     | TOP 12                                  | Japón - Tokio               |
| 2001 | Ayola Molina Carrasco              | TOP 15                                  | Japón - Tokio               |
| 2000 | Raquel González Rovira             | -                                       | Japón - Tokio               |
| 1999 | Carmen Fernández Ruiz              | 1.ª Dama de Honor                       | Japón - Tokio               |
| 1998 | Vanessa Romero Torres              | TOP 15                                  | Japón - Tokio               |
| 1997 | Isabel Gil Gambín                  | TOP 15                                  | Japón - Kioto               |
| 1996 | Rosa María Teixidor Casado         | TOP 15                                  | Japón - Kanazawa            |
| 1995 | Jimena Garay                       | TOP 15                                  | Japón - Tokio               |
| 1994 | Carmen María Vicente Abellán       | 2.ª Dama de Honor                       | Japón - Ise                 |
| 1993 | Piedad Galván Malagón              | -                                       | Japón - Tokio               |
| 1992 | Samantha Torres Waldrón            | TOP 15                                  | Japón - Nagasaki            |
| 1991 | Elodie Chantal Jordá de Quay       | TOP 15                                  | Japón - Tokio               |
| 1990 | Silvia de Esteban Niubó            | Miss Internacional                      | Japón - Toyonaka            |
| 1989 | Mercedes Martín Mier               | TOP 15                                  | Japón - Kanazawa            |
| 1988 | María del Carmen Aragall Casadellá | TOP 15                                  | Japón - Gifu                |
| 1987 | Ana García Bonilla                 | TOP 15                                  | Japón - Tokio               |
| 1986 | Irán Pont Gil                      | TOP 15                                  | Japón - Nagasaki            |
| 1985 | Beatriz Molero Beltrán             | TOP 15                                  | Japón - Tsukuba             |
| 1984 | Soledad Marisol Pila Balanza       | TOP 15                                  | Japón - Yokohama            |
| 1983 | Milagros Pérez Castro              | TOP 15                                  | Japón - Osaka               |
| 1982 | María del Carmen Arqués Vicente    | 1.ª Dama de Honor                       | Japón - Tokio               |
| 1981 | Francisca Ondiviela Otero          | -                                       | Japón - Kōbe                |
| 1980 | María Agustina García Alcaide      | 2.ª Dama de Honor / Miss Elegancia      | Japón - Tokio               |
| 1979 | Yolanda Hoyos Vega                 | -                                       | Japón - Tokio               |
| 1978 | Inmaculada Arencibia Parrado       | -                                       | Japón - Tokio               |
| 1977 | Pilar Medina Canadell              | Miss Internacional / Mejor Traje Típico | Japón - Tokio               |
| 1976 | Victoria Martín González           | TOP 15                                  | Japón - Tokio               |
| 1975 | María Teresa Maldonado Valle       | -                                       | Japón - Motobu              |
| 1974 | Consuelo Martín López              | TOP 15                                  | Japón - Tokio               |
| 1973 | María Isabel Lorenzo Saavedra      | TOP 5 / Miss Simpatía                   | Japón - Tokio               |
| 1972 | Gloria Puyol Toledo                | -                                       | Japón - Tokio               |
| 1971 | Consuelo Varela Costales           | -                                       | Estados Unidos - Long Beach |
| 1970 | María García García                | -                                       | Japón - Osaka               |
| 1969 | Mery de Lara Caballero             | TOP 15                                  | Japón - Tokio               |
| 1968 | Yolanda Legarreta Urquijo          | -                                       | Japón - Tokio               |
| 1967 | Amparo Ruiz                        | -                                       | Estados Unidos - Long Beach |
| 1966 | ×                                  | ×                                       | ×                           |
| 1965 | Rafaela Roque Sánchez              | TOP 15                                  | Estados Unidos - Long Beach |
| 1964 | Lucía Pilar Herrera                | -                                       | Estados Unidos - Long Beach |
| 1963 | Encarnación Zalabardo              | -                                       | Estados Unidos - Long Beach |
| 1962 | ×                                  | ×                                       | ×                           |
| 1961 | María del Carmen Cervera Fernández | 2.ª Dama de Honor                       | Estados Unidos - Long Beach |
| 1960 | Elena Herrera Dávila-Núñez         | -                                       | Estados Unidos - Long Beach |

| Participaciones | Victorias | 1.ª Damas | 2.ª Damas | Finalistas | Total Clasificaciones |
| --------------- | --------- | --------- | --------- | ---------- | --------------------- |
| 58              | 3         | 2         | 3         | 27         | 35                    |

## Miss Supranacional
Certamen de muy reciente actualidad con origen en Europa del Este, visto en muchos países como inversión futura debido a su buena crítica y espectacular producción.
| Año  | Miss España               | Posición / Premios | Sede                    |
| ---- | ------------------------- | ------------------ | ----------------------- |
| 2022 | Ana Karla Ramírez Ortiz   | -                  | Polonia - Nowy Sącz     |
| 2021 | Dana María Tomuta Olteanu | -                  | Polonia - Nowy Sącz     |
| 2020 | ×                         | ×                  | ×                       |
| 2019 | Aitana Jiménez Zedán      | -                  | Polonia - Katowice      |
| 2018 | Teresa Calleja Palazuelo  | -                  | Polonia - Krynica-Zdrój |
| 2017 | Beatriz Balseiro Cendán   | Miss Elegancia     | Polonia - Krynica-Zdrój |
| 2016 | Estilbe Hernández Afonso  | -                  | Polonia - Krynica-Zdrój |
| 2015 | Raquel Bonilla García     | -                  | Polonia - Krynica-Zdrój |
| 2014 | Celia Vallespir García    | TOP 10             | Polonia - Krynica-Zdrój |
| 2013 | Eva Rogel                 | -                  | Bielorrusia - Minsk     |
| 2012 | Nieves Sánchez Rodríguez  | TOP 20             | Polonia - Sopot         |
| 2011 | ×                         | ×                  | ×                       |
| 2010 | Itsasne Ayensa Gómez      | -                  | Polonia - Płock         |

| Participaciones | Victorias | 1.ª Damas | 2.ª Damas | Finalistas | Total Clasificaciones |
| --------------- | --------- | --------- | --------- | ---------- | --------------------- |
| 11              | -         | -         | -         | 2          | 2                     |

## Míster Supranacional
Certamen hermano del Miss Supranacional, siendo su versión masculina.
| Año  | Mister España              | Posición / Premios                                   | Sede                    |
| ---- | -------------------------- | ---------------------------------------------------- | ----------------------- |
| 2022 | Manuel Ndele Nzinga        | TOP 20                                               | Polonia - Nowy Sącz     |
| 2021 | Lucas Muñoz-Alonso De Haro | TOP 5                                                | Polonia - Nowy Sącz     |
| 2020 | ×                          | ×                                                    | ×                       |
| 2019 | Manuel Quesada Soto        | Míster Talento                                       | Polonia - Katowice      |
| 2018 | Fabián Pérez Fernández     | TOP 20 / Míster Top Model                            | Polonia - Krynica-Zdrój |
| 2017 | Alejandro Cifo Capilla     | 1.er Finalista / Míster Elegancia / Míster Fotogenia | Polonia - Krynica-Zdrój |
| 2016 | José De Haro Sánchez       | TOP 20                                               | Polonia - Krynica-Zdrój |

| Participaciones | Victorias | 1.º Finalistas | 2.º Finalistas | Finalistas | Total Clasificaciones |
| --------------- | --------- | -------------- | -------------- | ---------- | --------------------- |
| 6               | -         | 1              | -              | 3          | 5                     |

## Miss Grand Internacional
Certamen de reciente y grandiosa producción con origen en Tailandia, convirtiéndose en un referente bajo el lema "Stop a la Guerra y la Violencia". La ganadora es activo mensaje de la paz en el mundo como llave a la prosperidad.
| Año  | Miss España                   | Posición / Premios | Sede                       |
| ---- | ----------------------------- | ------------------ | -------------------------- |
| 2022 | Hirisley Jiménez Marrero      | TOP 10             | Indonesia - Bogor          |
| 2021 | Alba Dunkerbeck Morales       | TOP 10             | Tailandia - Bangkok        |
| 2020 | Iris Miguélez Méndez          | -                  | Tailandia - Bangkok        |
| 2019 | Ainara de Santamaría Villamor | TOP 21             | Venezuela - Caracas        |
| 2018 | Patricia López Verdes         | TOP 10             | Birmania - Rangún          |
| 2017 | Mariana Isabel Rico Sambrano  | -                  | Vietnam - Phú Quốc         |
| 2016 | Adriana Sánchez Rivas         | TOP 21             | Estados Unidos - Las Vegas |
| 2015 | Andrea De Cozar Martín        | TOP 10             | Tailandia - Bangkok        |
| 2014 | Nazaret Rodríguez Hurtado     | -                  | Tailandia - Bangkok        |
| 2013 | Jennifer Guedes León          | -                  | Tailandia - Bangkok        |

| Participaciones | Victorias | 1.ª Damas | 2.ª Damas | Finalistas | Total Clasificaciones |
| --------------- | --------- | --------- | --------- | ---------- | --------------------- |
| 10              | -         | -         | -         | 6          | 6                     |

## Míster Global
Certamen con origen en Tailandia de reciente creación, con gran iniciativa y producción.
| Año  | Míster España               | Posición / Premios               | Sede                      |
| ---- | --------------------------- | -------------------------------- | ------------------------- |
| 2021 | Miguel Ángel Lucas Carrasco | Míster Global                    | Tailandia - Maha Sarakham |
| 2020 | ×                           | ×                                | ×                         |
| 2019 | José Luis Rodrigo Navarro   | 2.o Finalista                    | Tailandia - Bangkok       |
| 2018 | Fabián Pérez Fernández      | -                                | Tailandia - Bangkok       |
| 2017 | Daniel Sampedro Pravia      | TOP 10 / Míster Mejor Modelo     | Tailandia - Chiang Mai    |
| 2016 | José María García Malavia   | 2.o Finalista / Míster Fotogenia | Tailandia - Chiang Mai    |

| Participaciones | Victorias | 1.º Finalistas | 2.º Finalistas | Finalistas | Total Clasificaciones |
| --------------- | --------- | -------------- | -------------- | ---------- | --------------------- |
| 5               | 1         | -              | 2              | 1          | 4                     |

## Miss Tierra
Certamen de reciente actualidad dedicado al cuidado medioambiental del planeta Tierra. Pese al elevado número de clasificaciones, aún no hay una Miss Tierra española.
| Año  | Miss España                              | Posición / Premios | Sede                      |
| ---- | ---------------------------------------- | ------------------ | ------------------------- |
| 2022 | Aya Kohen                                |                    | Filipinas - Parañaque     |
| 2021 | Marina Fernández Moreno                  | -                  | Filipinas - Manila        |
| 2020 | Marta Lorenzo Morín                      | -                  | Filipinas - Manila        |
| 2019 | Sonia Evelyn Hernández                   | TOP 20             | Filipinas - Parañaque     |
| 2018 | Francelis Carolina Del Valle Jane Rendón | -                  | Filipinas - Pásay         |
| 2017 | Ainara de Santamaría Villamor            | -                  | Filipinas - Pásay         |
| 2016 | ×                                        | ×                  | ×                         |
| 2015 | Lola Ortega Martínez                     | -                  | Austria - Viena           |
| 2014 | Zaira Bas Gomis                          | TOP 8              | Filipinas - Ciudad Quezon |
| 2013 | Cristina Martínez Murcia                 | TOP 16             | Filipinas - Manila        |
| 2012 | Nathalia Moreira                         | -                  | Filipinas - Muntinlupa    |
| 2011 | Verónica Doblas Roldán                   | -                  | Filipinas - Ciudad Quezon |
| 2010 | ×                                        | ×                  | ×                         |
| 2009 | Alejandra Echevarría Pedrajas            | TOP 4 (Miss Fuego) | Filipinas - Borácay       |
| 2008 | Adriana Reverón Moreno                   | TOP 8              | Filipinas - Ángeles       |
| 2007 | Ángela Gómez Durán                       | TOP 4 (Miss Fuego) | Filipinas - Ciudad Quezon |
| 2006 | Rocío Cazallas Grau                      | TOP 16             | Filipinas - Manila        |
| 2005 | ×                                        | ×                  | ×                         |
| 2004 | ×                                        | ×                  | ×                         |
| 2003 | ×                                        | ×                  | ×                         |
| 2002 | Cristina Carpintero                      | TOP 10             | Filipinas - Pásay         |
| 2001 | Noemi Caldas Ortiz                       | -                  | Filipinas - Ciudad Quezon |

| Participaciones | Victorias | 1.ª Damas | 2.ª Damas | Finalistas | Total Clasificaciones |
| --------------- | --------- | --------- | --------- | ---------- | --------------------- |
| 16              | -         | -         | -         | 8          | 8                     |

## Miss Europa
Es el certamen más antiguo del Viejo Continente. Muy popular en antaño, la ganadora puede presumir de ser la mujer más bella de Europa. España es una de las grandes potencias en este certamen, con numerosas clasificaciones y victorias, muchas de ellas muy sonadas.
| Año  | Miss España                        | Posición / Premios                                 | Sede                                       |
| ---- | ---------------------------------- | -------------------------------------------------- | ------------------------------------------ |
| 2021 | ×                                  | ×                                                  | ×                                          |
| 2020 | ×                                  | ×                                                  | ×                                          |
| 2019 | ×                                  | ×                                                  | ×                                          |
| 2018 | ×                                  | ×                                                  | ×                                          |
| 2017 | ×                                  | ×                                                  | ×                                          |
| 2016 | ×                                  | ×                                                  | ×                                          |
| 2015 | ×                                  | ×                                                  | ×                                          |
| 2014 | ×                                  | ×                                                  | ×                                          |
| 2013 | ×                                  | ×                                                  | ×                                          |
| 2012 | ×                                  | ×                                                  | ×                                          |
| 2011 | ×                                  | ×                                                  | ×                                          |
| 2010 | ×                                  | ×                                                  | ×                                          |
| 2009 | ×                                  | ×                                                  | ×                                          |
| 2008 | ×                                  | ×                                                  | ×                                          |
| 2007 | ×                                  | ×                                                  | ×                                          |
| 2006 | Laura Ojeda Ramírez                | 2.ª Dama de Honor                                  | Ucrania - Kiev                             |
| 2005 | Farah Ahmed Ali                    | -                                                  | Francia - París                            |
| 2004 | ×                                  | ×                                                  | ×                                          |
| 2003 | Patricia Ledesma Nieto             | TOP 5                                              | Francia - París                            |
| 2002 | Gemma Ruiz García                  | Miss Fotogenia                                     | Líbano - Beirut                            |
| 2001 | Verónica Martín García             | TOP 5                                              | Líbano - Beirut                            |
| 2000 | ×                                  | ×                                                  | ×                                          |
| 1999 | Inmaculada Nadal González          | -                                                  | Líbano - Beirut                            |
| 1998 | ×                                  | ×                                                  | ×                                          |
| 1997 | Patricia Jañez Rodríguez           | 2.ª Dama de Honor                                  | Ucrania - Kiev                             |
| 1996 | Aurelia Barrera Escalera           | TOP 5                                              | Albania - Tirana                           |
| 1995 | Ana Martínez Conde                 | -                                                  | Turquía - Estambul                         |
| 1994 | Laura Marina Vicente Barreto       | TOP 12                                             | Turquía - Estambul                         |
| 1993 | Ana María Pérez Ayllón             | 2.ª Dama de Honor / Miss Pelo bonito               | Turquía - Estambul                         |
| 1992 | Sofía Mazagatos Gómez              | TOP 12                                             | Grecia - Atenas                            |
| 1991 | Silvia María Jato Núñez            | 2.ª Dama de Honor / Miss Simpatía / Miss Fotogenia | Senegal - Dakar                            |
| 1990 | ×                                  | ×                                                  | ×                                          |
| 1989 | ×                                  | ×                                                  | ×                                          |
| 1988 | Ana Jesús Rebollos Fernández       | TOP 13                                             | Italia - Ragusa                            |
| 1987 | ×                                  | ×                                                  | ×                                          |
| 1986 | ×                                  | ×                                                  | ×                                          |
| 1985 | Juncal Rivero Fadrique Castilla    | Miss Europa                                        | Alemania - Maguncia                        |
| 1984 | Garbiñe Abásolo García             | Miss Fotogenia                                     | Austria - Bad Gastein                      |
| 1983 | ×                                  | ×                                                  | ×                                          |
| 1982 | Cristina Pérez Cottrell            | 2.ª Dama de Honor                                  | Turquía - Estambul                         |
| 1981 | María Agustina García Alcaide      | TOP 11                                             | Reino Unido - Birmingham                   |
| 1980 | Lola Forner Toro                   | 2.ª Dama de Honor / Miss Fotogenia                 | España - Santa Cruz de Tenerife            |
| 1979 | ×                                  | ×                                                  | ×                                          |
| 1978 | Guillermina Ruiz Doménech          | -                                                  | Finlandia - Helsinki                       |
| 1977 | ×                                  | ×                                                  | ×                                          |
| 1976 | Olga Fernández Pérez               | -                                                  | Grecia - Rodas                             |
| 1975 | ×                                  | ×                                                  | ×                                          |
| 1975 | María Amparo Rodrigo Lorenzo       | TOP 5                                              | Marruecos - Rabat                          |
| 1974 | María Isabel Lorenzo Saavedra      | Miss Europa                                        | Austria - Viena                            |
| 1973 | Amparo Muñoz Quesada               | 1.ª Dama de Honor                                  | Austria - Kitzbühel                        |
| 1972 | María del Carmen Muñoz Castañón    | -                                                  | Portugal - Estoril                         |
| 1971 | Josefina Román Gutiérrez           | Miss Simpatía                                      | Túnez - Túnez                              |
| 1970 | Noelia Alfonso Cabrera             | Miss Europa                                        | Grecia - Atenas                            |
| 1969 | María Amparo Rodrigo Lorenzo       | TOP 5                                              | Marruecos - Rabat                          |
| 1968 | Paquita Delgado Sánchez            | -                                                  | República Democrática del Congo - Kinshasa |
| 1967 | Paquita Torres Pérez               | Miss Europa                                        | Francia - Niza                             |
| 1966 | Rafaela Roque Sánchez              | TOP 5                                              | Francia - Niza                             |
| 1965 | Alicia Borrás                      | TOP 5                                              | Francia - Niza                             |
| 1964 | Rosa María Ruiz                    | TOP 5                                              | Líbano - Beirut                            |
| 1963 | María del Carmen Abreu Martínez    | -                                                  | Líbano - Beirut                            |
| 1962 | Maruja García Nicoláu              | Miss Europa                                        | Líbano - Beirut                            |
| 1961 | María del Carmen Cervera Fernández | TOP 5                                              | Líbano - Beirut                            |
| 1960 | Elena Herrera Dávila-Núñez         | -                                                  | Líbano - Beirut                            |
| 1959 | ×                                  | ×                                                  | ×                                          |
| 1958 | Adela Bustillo                     | -                                                  | Turquía - Estambul                         |
| 1957 | Viola López Martínez               | -                                                  | Alemania - Baden-Baden                     |

| Participaciones | Victorias | 1.ª Damas | 2.ª Damas | Finalistas | Total Clasificaciones |
| --------------- | --------- | --------- | --------- | ---------- | --------------------- |
| 39              | 5         | 1         | 5         | 14         | 25                    |

## Reina Hispanoamericana
Certamen de prestigio en Sudamérica que corona a la mujer de habla hispana más bella en el mundo.
| Año  | Miss España               | Posición / Premios                                               | Sede                 |
| ---- | ------------------------- | ---------------------------------------------------------------- | -------------------- |
| 2022 | María José García García  |                                                                  | Bolivia - Santa Cruz |
| 2021 | Cristina Doña Plaza       | -                                                                | Bolivia - Santa Cruz |
| 2020 | ×                         | ×                                                                | ×                    |
| 2019 | Ainara Cardaño Cadavieco  | TOP 8                                                            | Bolivia - Santa Cruz |
| 2018 | Magnolia Martínez         | -                                                                | Bolivia - Santa Cruz |
| 2017 | Jessica González Quintela | -                                                                | Bolivia - Santa Cruz |
| 2016 | Sarah Loinaz Martín       | TOP 8 / Miss Elegancia                                           | Bolivia - Santa Cruz |
| 2015 | Sofía del Prado Prieto    | Reina Hispanoamericana / Miss Deporte / Miss Elegancia           | Bolivia - Santa Cruz |
| 2014 | Victoria Requena Clavijo  | -                                                                | Bolivia - Santa Cruz |
| 2013 | Irune Oliván Fuertes      | -                                                                | Bolivia - Santa Cruz |
| 2012 | Juliana Sampaio Almarcha  | 1.ª Dama de Honor / Miss Deporte / Mejor Sonrisa / Mejor Cabello | Bolivia - Santa Cruz |
| 2011 | Alba Fortes Viñolas       | TOP 7 / Chica Aerosur                                            | Bolivia - Santa Cruz |
| 2010 | Raquel Lozano Fraile      | TOP 7 / Miss Simpatía                                            | Bolivia - Santa Cruz |
| 2009 | Melody Mir Jiménez        | TOP 7                                                            | Bolivia - Santa Cruz |
| 2008 | ×                         | ×                                                                | ×                    |
| 2007 | María Jesús Ruiz Garzón   | TOP 4 / Chica Aerosur                                            | Bolivia - Santa Cruz |
| 2006 | Manuela Maestre Navarro   | Miss Simpatía                                                    | Bolivia - Santa Cruz |

| Participaciones | Victorias | 1.ª Damas | 2.ª Damas | Finalistas | Total Clasificaciones |
| --------------- | --------- | --------- | --------- | ---------- | --------------------- |
| 14              | 1         | 1         | -         | 6          | 8                     |

## Reinado Internacional del Café
Certamen de belleza cafetero realizado anualmente en torno a la Feria de Manizales, Colombia. Busca celebrar, a través de la belleza internacional de las mujeres, la exportación e importación del café como producto insignia de la región. El certamen es uno de los eventos fundamentales programados para la feria, en los que se apoya junto con la temporada taurina.
| Año  | Miss España                            | Posición / Premios                                                 | Sede                 |
| ---- | -------------------------------------- | ------------------------------------------------------------------ | -------------------- |
| 2023 | Irene Grande Pintado                   |                                                                    | Colombia - Manizales |
| 2022 | Andrea De Cozar Martín                 | -                                                                  | Colombia - Manizales |
| 2021 | ×                                      | ×                                                                  | ×                    |
| 2020 | Beatriz Ribes Moreno                   | -                                                                  | Colombia - Manizales |
| 2019 | Verónica Patrizia Selva Ratto          | -                                                                  | Colombia - Manizales |
| 2018 | Carmen Serrano Porras                  | Reina Internacional del Café / Reina de la Policía / Mejor Cabello | Colombia - Manizales |
| 2017 | Raquel Ruiz Revilla                    | -                                                                  | Colombia - Manizales |
| 2016 | María José García Breva                | TOP 5                                                              | Colombia - Manizales |
| 2015 | ×                                      | ×                                                                  | ×                    |
| 2014 | Remedios Gómez Benítez                 | 2.ª Dama de Honor                                                  | Colombia - Manizales |
| 2013 | Beatriz Ortega Loro                    | -                                                                  | Colombia - Manizales |
| 2012 | Meriem Mustafa Mohamed                 | -                                                                  | Colombia - Manizales |
| 2011 | Ana Isabel Miranda Socorro             | TOP 5                                                              | Colombia - Manizales |
| 2010 | Ara Jurado Calero                      | -                                                                  | Colombia - Manizales |
| 2009 | Ana Montabés Martínez                  | 1.ª Dama de Honor / Mejor Rostro                                   | Colombia - Manizales |
| 2008 | Cintia Martínez Sánchez                | -                                                                  | Colombia - Manizales |
| 2007 | Tania Ladeiro García                   | 1.ª Dama de Honor                                                  | Colombia - Manizales |
| 2006 | Rocío Guerrero Bobadilla               | TOP 5                                                              | Colombia - Manizales |
| 2005 | Aránzazu Amoedo Testa                  | Reina Internacional del Café / Mejor Traje Típico                  | Colombia - Manizales |
| 2004 | Laura García Alba                      | TOP 5                                                              | Colombia - Manizales |
| 2003 | Lidia Sánchez Zaforas                  | TOP 5                                                              | Colombia - Manizales |
| 2002 | Elisabeth Martínez Núñez               | -                                                                  | Colombia - Manizales |
| 2001 | Yolanda Mencia García                  | 2.ª Dama de Honor                                                  | Colombia - Manizales |
| 2000 | Nuria Hernández Sánchez                | -                                                                  | Colombia - Manizales |
| 1999 | Eva Carrizo Lorite                     | -                                                                  | Colombia - Manizales |
| 1998 | Ana Belén Ugena Gutiérrez              | 1.ª Dama de Honor                                                  | Colombia - Manizales |
| 1997 | Sonia Pueyo Vera                       | -                                                                  | Colombia - Manizales |
| 1996 | Yolanda Gudiño Pañalver                | -                                                                  | Colombia - Manizales |
| 1995 | Esther Campusano Encalado              | -                                                                  | Colombia - Manizales |
| 1994 | ×                                      | ×                                                                  | ×                    |
| 1993 | Ana Isabel Briz Martín                 | -                                                                  | Colombia - Manizales |
| 1992 | ×                                      | ×                                                                  | ×                    |
| 1991 | Cristina Burgos Cuadrado               | -                                                                  | Colombia - Manizales |
| 1990 | Ada Matellanes Arroyo                  | -                                                                  | Colombia - Manizales |
| 1989 | Esperanza Campusano                    | -                                                                  | Colombia - Manizales |
| 1988 | María Escudero Contreras               | -                                                                  | Colombia - Manizales |
| 1987 | María Asunción de Yraolagoitia Robledo | -                                                                  | Colombia - Manizales |

| Participaciones | Victorias | 1.ª Damas | 2.ª Damas | Finalistas | Total Clasificaciones |
| --------------- | --------- | --------- | --------- | ---------- | --------------------- |
| 33              | 2         | 3         | 2         | 5          | 12                    |

- Datos: Q6019307